# Bác sĩ nội trú

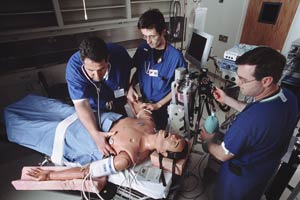
Bác sĩ nội trú gây mê được hướng dẫn qua đào tạo với máy mô phỏng bệnh nhân

Bác sĩ nội trú hoặc đào tạo sau đại học cụ thể là một giai đoạn trong đào tạo y khoa sau đại học.
Lĩnh vực liên quan đến một bác sĩ có trình độ chuyên môn, bác sĩ chuyên khoa điều trị chân, nha sĩ, dược sĩ hoặc bác sĩ thú y (một người có bằng Bác sĩ y khoa (MD), bác sĩ phẫu thuật nhi khoa (DPM), bác sĩ phẫu thuật nha khoa (DDS), bác sĩ nha khoa (DMD), bác sĩ thú y (DVM), bác sĩ dược (PharmD), bác sĩ xương khớp (DO), cử nhân nha khoa Phẫu thuật (BDS), hoặc Cử nhân Nha khoa (BDent); hoặc Cử nhân Y khoa (MB; BS, MBChB hoặc BMed) thực hành trong lĩnh vực y, thường là tại bệnh viện hoặc phòng khám, dưới sự giám sát trực tiếp hoặc gián tiếp của bác sĩ lâm sàng y khoa lâu năm đăng ký trong chuyên ngành đó, chẳng hạn như bác sĩ trực hoặc bác sĩ chỉ đạo chuyên môn.
Ở nhiều khu vực nằm trong phạm vi quyền hạn, hoàn thành thành công khóa đào tạo như vậy là một yêu cầu để có được giấy phép hành nghề y không hạn chế và đặc biệt là giấy phép hành nghề chuyên khoa đã chọn. Một cá nhân tham gia vào khóa đào tạo đó có thể được gọi là nhân viên nội trú, cán bộ đào tạo hoặc thực tập sinh tùy thuộc vào quyền hạn. Đào tạo nội trú có thể được theo sau bằng đào tạo nghiên cứu sinh hoặc chuyên khoa.
Trong khi trường y dạy cho các bác sĩ nhiều kiến thức y khoa, kỹ năng lâm sàng cơ bản và kinh nghiệm được giám sát hành nghề y trong nhiều lĩnh vực khác nhau, nội trú y khoa cung cấp đào tạo chuyên sâu trong một ngành cụ thể của y học.

## Học Y khoa ở Việt Nam và Hoa Kỳ
Chương trình Sau đại học Y khoa ở Việt Nam có vài điểm khác với Hoa Kỳ.
Ở Việt Nam, học 6 năm Y khoa hay đa khoa được cấp bằng bác sĩ đa khoa. Bằng này chưa hành nghề được, phải làm việc ở một bệnh viện khoảng 18 tháng thì sẽ được cấp chứng chỉ hành nghề.
Ở Mỹ học 4 năm cơ bản và 4 năm Y khoa, được cấp bằng MD (Doctor of medicine - gần giống với bác sĩ đa khoa ở Việt Nam). Bằng này chưa hành nghề được, muốn hành nghề thì phải học tiếp chương trình Residency, tức là chương trình bác sĩ nội trú bệnh viện 3-5 năm tùy chuyên ngành. Năm đầu tiên của Residency gọi là Internship. Như vậy Residency ở Mỹ hầu như là bắt buộc và có thể xem như là đại trà. Ở Việt Nam thì khác, chương trình Bác sĩ nội trú bệnh viện được xem là chương trình đặc biệt, dành cho những bác sĩ mới ra trường giỏi. Được xem là chương trình đào tạo bác sĩ Y khoa trình độ cao (cả về nghiên cứu lẫn thực hành lâm sàng), là hạt giống Y khoa nước nhà. Bởi vì mỗi một chuyên ngành chỉ tuyển vài bác sĩ nội trú mỗi năm (ví dụ: năm 2012 Gây mê hồi sức tuyển 4 Bác sĩ, Da Liễu và Ngoại Niệu tuyển 4, Ngoại Thần Kinh tuyển 3... Năm 2011 da Liễu tuyển 2, Nội Tiết tuyển 4,...) nên số lượng ít (không giống Hoa Kỳ), các bác sĩ Nội trú được Giáo sư và các bác sĩ giàu kinh nghiệm ở bệnh viện hướng dẫn nên tiến bộ rất nhanh và kiến thức rất chuẩn. Cũng chính vì vậy mà Bác sĩ nội trú là niềm mơ ước của hầu hết các sinh viên Y khoa Việt Nam sau khi tốt nghiệp.
Sau khi học Y đa khoa 6 năm, nếu có điều kiện sẽ thi và học tiếp Chương trình Bác sĩ nội trú thêm 3 năm nữa (chưa kể thời gian 1 năm ôn thi hoặc chờ nhập học - tùy theo mỗi Đại học Y Dược khác nhau). Như vậy tối thiểu cần 9 năm để đào tạo ra một bác sĩ Giỏi cả về thực hành lẫn nghiên cứu khoa học.
Ở Việt Nam còn 2 chương trình học Sau đại học khác là Bác sĩ Chuyên khoa 1 học 2 năm (thiên về thực hành lâm sàng) và Cao học học 2 năm hay còn gọi là thạc sĩ y khoa (thiên về hướng nghiên cứu).